# Almost Human (Fernsehserie)
Almost Human (englisch für ‚Fast Menschlich‘) ist eine US-amerikanische Science-Fiction-Fernsehserie von J. H. Wyman. Sie wurde von Bad Robot Productions und Warner Bros. Television für den US-Sender Fox produziert. Ausführende Produzenten neben Wyman waren Bryan Burk und J. J. Abrams. Die Serie besteht aus einer Staffel mit 13 Episoden und wurde in den Vereinigten Staaten vom 17. November 2013 bis zum 3. März 2014 gezeigt. In Deutschland hatte die Serie am 6. Oktober 2014 beim Sender Sat.1 Premiere.

## Handlung
Im Jahr 2048 arbeiten die Menschen im Los Angeles Police Department zusammen mit lebensechten Androiden. Detective John Kennex hat eine Abneigung gegen diese Androiden, seit einer von ihnen seinen Partner in einem Feuergefecht sterben ließ, weil andere Verwundete eine höhere statistische Überlebenswahrscheinlichkeit hatten. Nachdem Kennex zwei Jahre später wieder den Dienst aufnimmt und prompt den ihm zugeordneten Androiden zerstört, wird ihm als Ersatz das veraltete Modell DRN-0167, genannt „Dorian“, zur Seite gestellt. Dessen Baureihe wurde eingestellt, da sie mit einer revolutionären „Synthetischen Seele“ ausgerüstet ist, die menschenähnliche Emotionen ermöglicht, aber häufig zu mentalen Zusammenbrüchen bei den Androiden führt.
Die beiden beginnen, gemeinsam in Mordfällen zu ermitteln, und gegen seinen Willen lernt Kennex seinen „fast menschlichen“ Partner mehr und mehr schätzen.

## Veröffentlichung und deutsche Fassung
| Figur                     | Darsteller      | Deutscher Sprecher   |
| ------------------------- | --------------- | -------------------- |
| Det. John Reginald Kennex | Karl Urban      | Matthias Deutelmoser |
| Dorian/DRN-0167           | Michael Ealy    | Felix Spieß          |
| Captain Maldonado         | Lili Taylor     | Arianne Borbach      |
| Rudy Lom                  | Mackenzie Crook | Stefan Krause        |
| Detective Richard Paul    | Michael Irby    | Dirk Müller          |
| Detective Valerie Stahl   | Minka Kelly     | Annina Braunmiller   |

Als Termin für die Erstausstrahlung war ursprünglich der 4. November 2013 geplant, Fox gab jedoch eine zweiwöchige Verschiebung bekannt, wodurch die Pilotfolge am Sonntag, den 17. November 2013, auf ein viel gesehenes Spiel der NFL folgte. Die zweite Folge wurde einen Tag später auf ihrem regulären Sendeplatz ausgestrahlt. Dort liefen die restlichen elf Episoden bis zum 3. März 2014. Die Einschaltquoten von Almost Human waren mit durchschnittlich 6,24 Millionen Zuschauern und einem Zielgruppen-Rating von 1,88 Prozent nicht überragend, die Serie konnte ihre Quoten aber verhältnismäßig gut halten.
Nachdem Fox 2014 jedoch von drei neuen Fernsehserien, die ab Herbst 2014 bzw. Frühjahr 2015 ausgestrahlt wurden (Gotham, Red Band Society und Empire) mehr Erfolg erwartet hatte, wurde Ende April 2014 bekanntgegeben, dass zugunsten dieser drei anderen Serien keine weitere Staffel von Almost Human mehr produziert, sondern die Serie nach der ersten Staffel eingestellt würde.
Die deutsche Synchronisation entstand nach Dialogbüchern und unter der Dialogregie von Ulrich Johannson durch die Synchronfirma Antares Film GmbH in Berlin. In Deutschland begann der Sender Sat.1 am 6. Oktober 2014 mit der Ausstrahlung. Er zeigt die Episoden abweichend von der US-Originalausstrahlungsreihenfolge in der von den Produzenten vorgesehenen Reihenfolge.
Die Serie wurde auch französisch synchronisiert. Eine Ausstrahlung in Belgien fand ab dem 27. Juli 2014 auf La Deux statt. In der kanadischen Provinz Québec soll die Fernsehserie in französischer Synchronisation ab dem 24. November 2014 auf Ztélé gesendet werden.

## Episodenliste
| Nr. | Deutscher Titel       | Originaltitel      | Erstausstrahlung USA | Deutschsprachige Erstausstrahlung (D) | Regie          | Drehbuch                        | Zuschauer (USA) | Zuschauer (Deutschland) |
| --- | --------------------- | ------------------ | -------------------- | ------------------------------------- | -------------- | ------------------------------- | --------------- | ----------------------- |
| 1 | 2048                  | Pilot              | 17. Nov. 2013        | 6. Okt. 2014                          | Brad Anderson  | J. H. Wyman                     | 9,10 Mio.       | 1,35 Mio.               |
| 2 | Sex-Bots              | Skin               | 18. Nov. 2013        | 20. Okt. 2014                         | Michael Offer  | Cheo Hodari Coker               | 6,76 Mio.       | —                       |
| Ein Entwickler von Sex-Bots wird von zwei Männern erschossen, als er einen Sex-Bot untersucht. Kennex und Dorian finden heraus, dass junge Frauen entführt werden, um Sex-Bots mit menschlicher Haut herzustellen. |                       |                    |                      |                                       |                |                                 |                 |                         |
| 3 | Der 25. Stock         | Are You Receiving? | 25. Nov. 2013        | 20. Okt. 2014                         | Larry Teng     | Justin Doble                    | 6,12 Mio.       | —                       |
| In einem Hochhaus werden im 25. Stockwerk von mehreren Männern Geiseln genommen. Das Hochhaus wird von der Polizei umstellt. Nur Dorian und Kennex befinden sich in dem Hochhaus und versuchen die Geiseln zu befreien. Sie können eine Verbindung zu dem Handy einer Frau, die sich versteckt hat herstellen und die Frau hält die beiden auf dem Laufenden. Es stellt sich heraus, dass die ganze Geiselnahme dazu beiträgt einen Einbruch zu verschleiern. |                       |                    |                      |                                       |                |                                 |                 |                         |
| 4 | Der Bischof           | The Bends          | 2. Dez. 2013         | 21. Okt. 2014                         | Kenneth Fink   | Daniel Grindlinger              | 5,87 Mio.       | —                       |
| Ein Polizist und alter Freund von Kennex wird bei einem Drogendeal erschossen. Er war allerdings nicht auf einem undercover Einsatz, sodass alle außer Kennex davon ausgehen, dass er korrupt war. Kennex versucht die Unschuld seines Freundes zu beweisen und er überredet Rudy mitzuhelfen. |                       |                    |                      |                                       |                |                                 |                 |                         |
| 5 | Die Klone             | Blood Brothers     | 9. Dez. 2013         | 27. Okt. 2014                         | Omar Madha     | Cole Maliska                    | 6,05 Mio.       | —                       |
| Der Mörder Ethan Avery, der sich in Haft befindet, wird von seinen Klonen dabei unterstützt, die Zeuginnen seiner Tat zu beseitigen und gegen Austausch einer Geisel freizukommen. |                       |                    |                      |                                       |                |                                 |                 |                         |
| 6 | Herz aus zweiter Hand | Arrhythmia         | 16. Dez. 2013        | 13. Okt. 2014                         | Jeff T. Thomas | Alison Schapker                 | 5,34 Mio.       | —                       |
| Ein Mann bedroht in einem Krankenhaus die Angestellten und fordert, dass sie ihm helfen sollen, da er einen Herzinfarkt bekommen wird. Kurz nachdem er dies erklärt hat stirbt er. Ursache ist ein Herzstillstand. Kennex und Dorian kommen einer Bande auf die Spur, die künstliche Herzen an Bedürftige verkauft. Diese Herzen sind mit einem Timer versehen und hören auf zu schlagen, wenn die Zeit abläuft. Die operierten Menschen werden erpresst.     |                       |                    |                      |                                       |                |                                 |                 |                         |
| 7 | Simon sagt            | Simon Says         | 6. Jan. 2014         | 28. Okt. 2014                         | Jeannot Szwarc | Alison Schapker                 | 6,35 Mio.       | —                       |
| Kennex und Dorian untersuchen den Fall des psychopathischen Killers Simon, der am Hals seiner Opfer eine Bombe anbringt und Videoaufnahmen von ihrem Leiden bis zu ihrem Tod per Livestream über das Internet verbreitet. |                       |                    |                      |                                       |                |                                 |                 |                         |
| 8 | Die Spur des Geldes   | You Are Here       | 13. Jan. 2014        | 6. Okt. 2014                          | Sam Hill       | J. H. Wyman & Naren Shankar     | 6,88 Mio.       | 0,91 Mio.               |
| Kennex und Dorian ermitteln in einem Fall, bei dem ein Mann durch eine Kugel getötet wurde. Die Kugel kann ein Ziel automatisch verfolgen und die Flugbahn jederzeit ändern. |                       |                    |                      |                                       |                |                                 |                 |                         |
| 9 | Die Essenz des Lebens | Unbound            | 3. Feb. 2014         | 27. Okt. 2014                         | Jeffrey Hunt   | Graham Roland                   | 6,41 Mio.       | —                       |
| Ein Androidin, die ursprünglich als Soldatenroboter konzipiert worden ist und deren Baureihe ausgemustert worden ist, erschießt anscheinend grundlos Menschen. |                       |                    |                      |                                       |                |                                 |                 |                         |
| 10 | Vero                  | Perception         | 10. Feb. 2014        | 13. Okt. 2014                         | Mimi Leder     | Sarah Goldfinger                | 5,74 Mio.       | —                       |
| Zwei tote Mädchen werden gefunden. Sie haben eine Überdosis einer neuen Droge genommen, jedoch wurde die Dosis manipuliert und Kennex macht sich mit Dorian auf die Suche nach dem Mörder. |                       |                    |                      |                                       |                |                                 |                 |                         |
| 11 | Das sichere Zuhause   | Disrupt            | 17. Feb. 2014        | 3. Nov. 2014                          | Thomas Yatsko  | Sarah Goldfinger                | 5,35 Mio.       | —                       |
| Durch eine Fehlfunktion eines voll automatisierten Sicherheitssystems kommen zwei Menschen ums Leben. Genau ein Jahr zuvor ist bereits ein Junge durch dasselbe Sicherheitssystem getötet worden. Captain Maldonado vermutet, dass dies kein Zufall war. |                       |                    |                      |                                       |                |                                 |                 |                         |
| 12 | Das perfekte Gesicht  | Beholder           | 24. Feb. 2014        | 3. Nov. 2014                          | Fred Toye      | Chris Downey & Joe Henderson    | 5,27 Mio.       | —                       |
| Valerie entdeckt durch Zufall eine ganze Mordserie an ungewöhnlich schönen Menschen. Offensichtlich sucht der „Beauty-Killer“ die Zutaten für ein perfektes Gesicht. |                       |                    |                      |                                       |                |                                 |                 |                         |
| 13 | Der Strohmann         | Straw Man          | 3. März 2014         | 4. Nov. 2014                          | Sam Hill       | Alison Schapker & Graham Roland | 5,63 Mio.       | —                       |
| Zehn Jahre nachdem ein Serienmörder verurteilt wurde und keine Morde mehr stattgefunden haben taucht doch wieder ein neues Opfer auf. An dem Fall vor zehn Jahren arbeitete der Vater von Kennex. Er vermutete, dass er den Falschen als Mörder gefasst hatte und wollte den wahren Mörder finden, bevor er ermordet wurde. Kennex und Dorian führen den Fall fort.                                                                                           |                       |                    |                      |                                       |                |                                 |                 |                         |